# Klein Nimsdorf

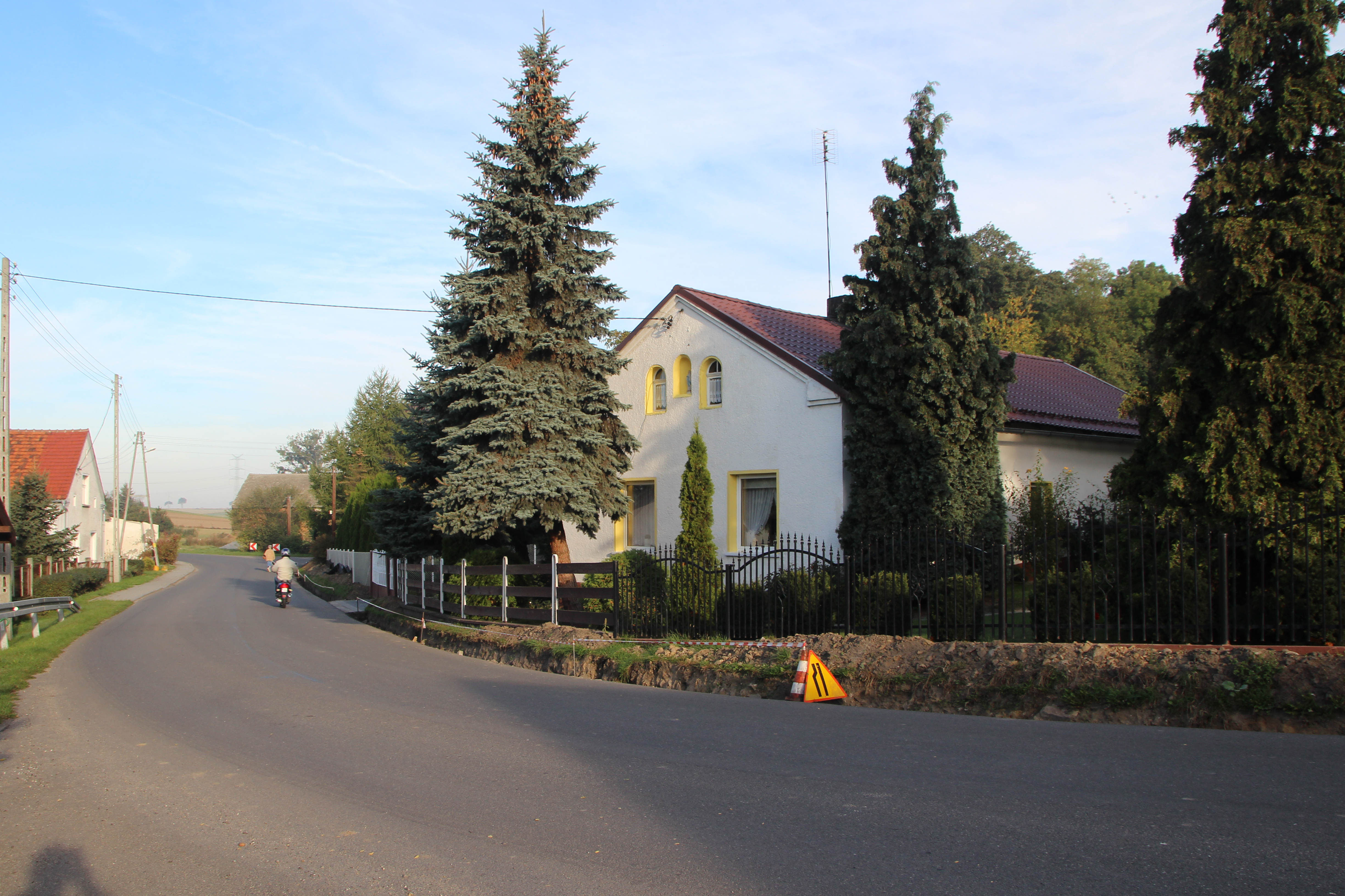
Ortsbild

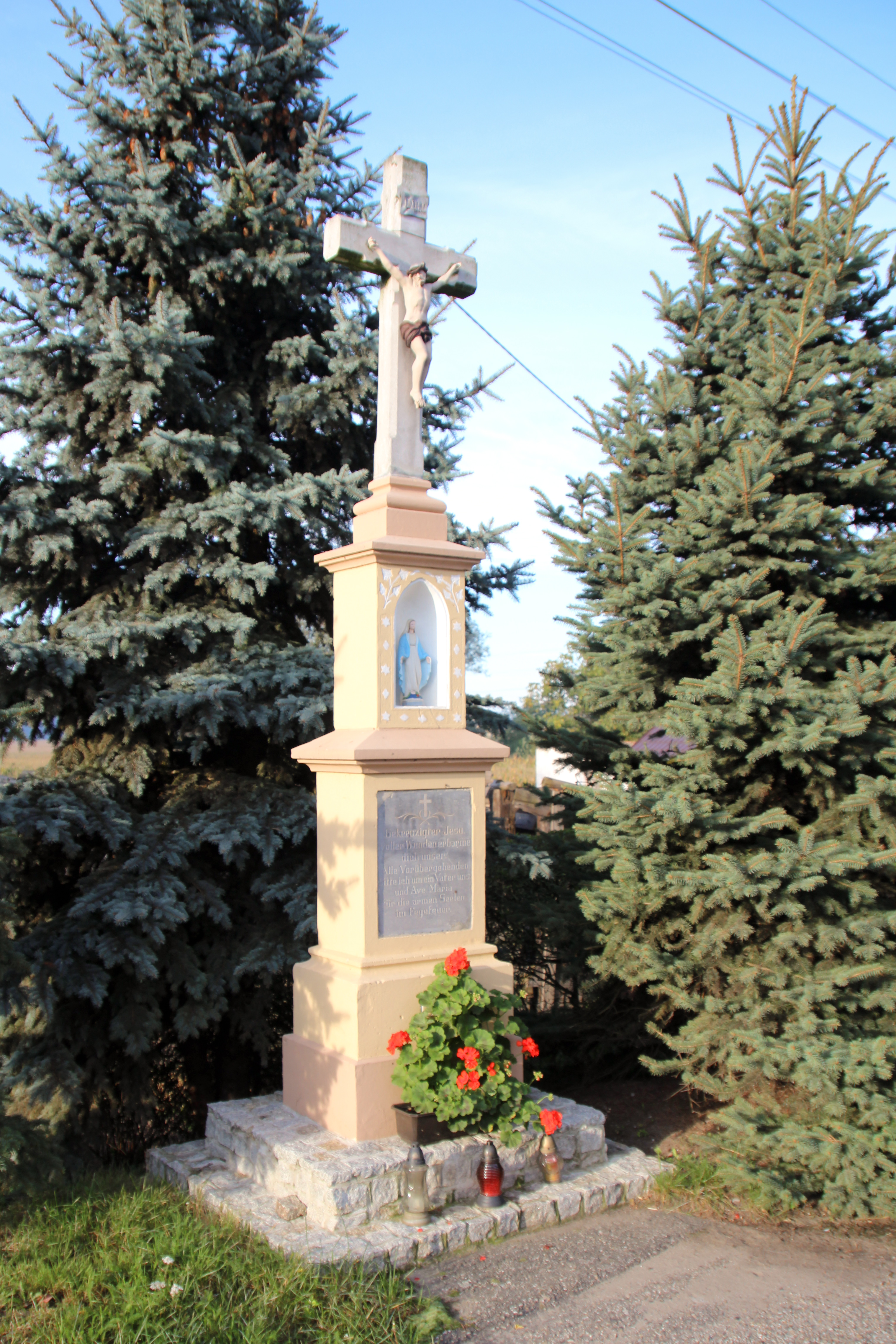
Wegekreuz

Klein Nimsdorf polnisch Naczysławki ist ein Ort in der Landgemeinde Reinschdorf im Powiat Kędzierzyńsko-Kozielski der Woiwodschaft Opole in Polen.

## Geografie
Klein Nimsdorf liegt rund sechs Kilometer südlich von Reinschdorf, elf Kilometer südwestlich von Kędzierzyn-Koźle  und 47 Kilometer südlich von  Opole (Oppeln).

## Geschichte
Der Ort entstand spätestens im 13. Jahrhundert. 1295–1305 wurde der Ort zusammen mit Groß Nimsdorf im Liber fundationis episcopatus Vratislaviensis (Zehntregister des Bistums Breslau) urkundlich als „Naceslavicze relicte Naczconis“ bzw. „Naceslavicze Brenconis“ erwähnt. Bereits 1223 wurde eine „Nazhlai villa“ erwähnt, was sich wahrscheinlich auf Groß Nimsdorf bezieht.
Der Ort wurde 1783 in den Beyträge(n) zur Beschreibung von Schlesien als Klein-Nimbsdorf erwähnt, gehörte einem Obristen von Pirch, lag im Landkreis Cosel und hatte ein herrschaftliches Vorwerk, neun Bauern, 19 Gärtnern- und mehrere Häuslerstellen. 1865 bestand „Klein Nimsdorf“ aus einem Dorf und einem Rittergut, das einem Amtsrat Himml gehörte. Damals bestanden im Dorf drei Bauern, 20 Gärtner- und 14 Häuslerstellen sowie ein Kretscham. Der Ort war nach Gieraltowitz eingepfarrt und eingeschult.
Bei der Volksabstimmung in Oberschlesien am 20. März 1921 stimmten 87 Wahlberechtigte für einen Verbleib Oberschlesiens bei Deutschland und 49 für eine Zugehörigkeit zu Polen. Auf Gut Klein Nimsdorf stimmten 75 für Deutschland und drei für Polen. Klein Nimsdorf verblieb nach der Teilung Oberschlesiens beim Deutschen Reich. Bis 1945 befand sich der Ort im Landkreis Cosel.
Am 15. März 1945 wurde Klein Nimsdorf durch die Rote Armee eingenommen. 1945 kam der bis dahin deutsche Ort unter polnische Verwaltung und wurde anschließend der Woiwodschaft Schlesien angeschlossen und ins polnische Naczysławki umbenannt. 1950 wurde es der Woiwodschaft Opole eingegliedert. Seit 1999 gehört es zum Powiat Kędzierzyńsko-Kozielski. Am 26. Oktober 2006 wurde in der Gemeinde Reinschdorf Deutsch als zweite Amtssprache eingeführt. Am 11. Januar 2011 erhielt der Ort zusätzlich den amtlichen deutschen Ortsnamen Klein Nimsdorf.

## Sehenswürdigkeiten
- Wegekreuz